# James Hayman
James Hayman (né à Paterson, dans le New Jersey) est un réalisateur américain. 

## Biographie
James Haymana notamment réalisé De mères en filles diffusé en 2009 et Les Douze Noël de Kate en 2011.

## Filmographie partielle
- 2009 : De mères en filles (téléfilm)
- 2010 : Les demoiselles d'honneur s'en mêlent (téléfilm)
- 2010 : Trois Bagues au doigt (téléfilm)
- 2011 : Les Douze Noël de Kate (téléfilm)

## Récompense
- Hong Kong Film Awards 1988 : meilleure photographie avec David Chung pour An Autumn's Tale